# Andres Uibo

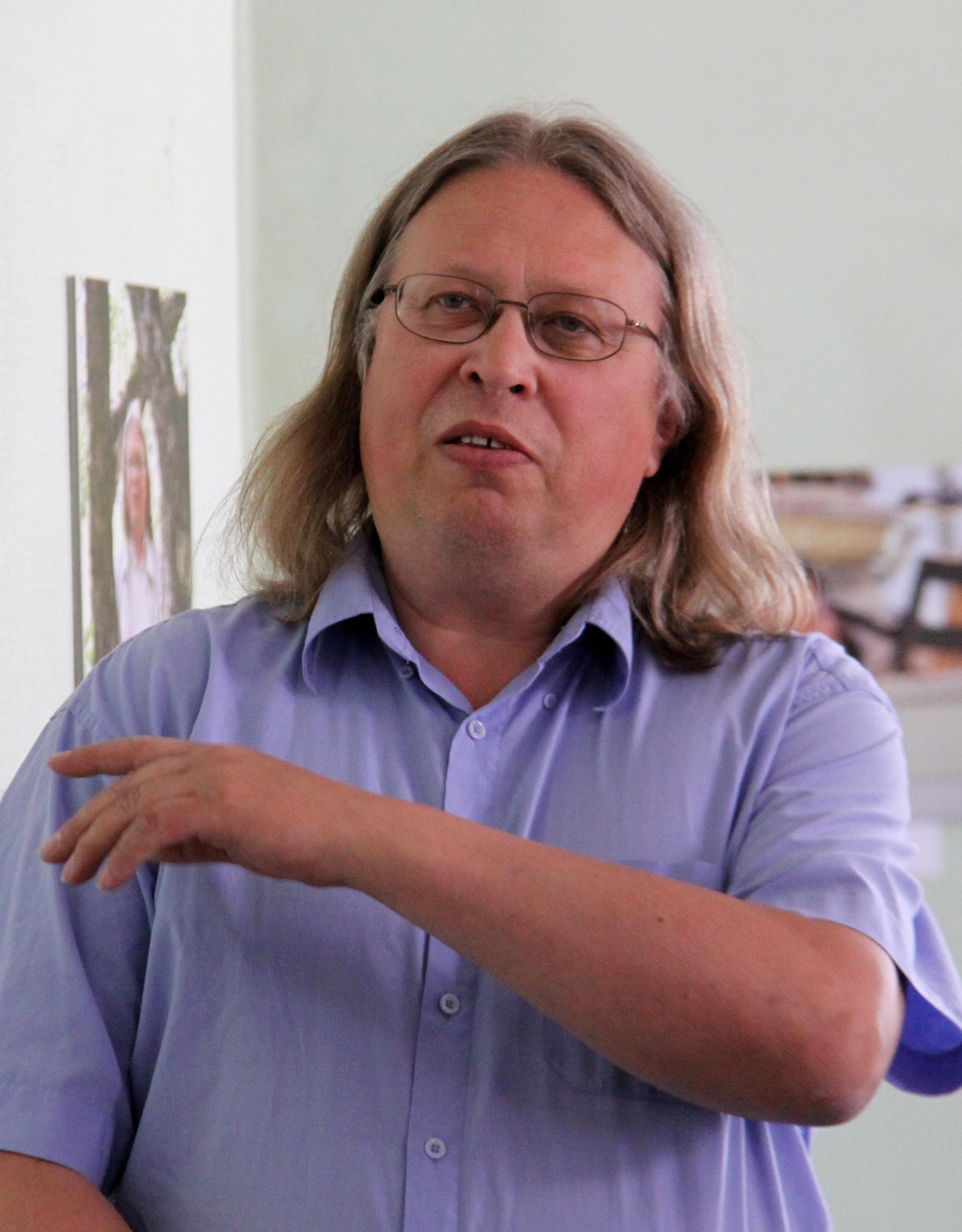
Andres Uibo (2011)

Andres Uibo (* 16. April 1956 in Kivi-Vigala, Kreis Rapla) ist ein estnischer Komponist, Organist und Hochschullehrer.

## Leben
Andres Uibo studierte an der Estnischen Musikakademie, der staatlichen Musikhochschule in Tallinn, bei Hugo Lepnurm und Lembit Verlin. Sein Studium als Organist, Dirigent und Musikpädagoge schloss er 1981 ab. Mit einem Stipendium der Stadt Lübeck setzte er seine Ausbildung von 1992 bis 1994 an der Musikhochschule Lübeck bei Hans Gebhard fort.
Seit 1980 gibt er Konzerte in Estland und dem europäischen Ausland, daneben auch in Japan. So nahm er zweimal am Internationalen Orgelfestival in Tokio teil. 1987 gründete er das Internationale Orgelfestival in Tallinn, dessen künstlerischer Leiter er ist. Er hat auch die künstlerische Leitung des seit 1998 stattfindenden Sommerfestivals in Suure-Jaani, das dem dort geborenen estnischen Komponisten Artur Kapp gewidmet ist. Uibo gibt dessen Orgelwerke heraus. Er veröffentlichte zusammen mit Tiit Koha das auch auf Deutsch erschienene Werk „Historische estnische Kirchenorgeln“. Seit 1994 lehrt er an der Estnischen Musikakademie in Tallinn.
Andres Uibo veröffentlichte CDs mit eigenen Werken, darunter „Apocalypsis Symphony“, im Februar 2006 aufgenommen an der Walcker-Orgel des Doms zu Riga mit seinen Orgelkompositionen aus den Jahren 1993 bis 2005, und „Drei Choralmeditationen“. Außerdem spielte er Werke anderer Komponisten wie Johann Sebastian Bach ein. Als Quellen der Inspiration für sein kompositorisches Werk nennt er Bach, seine Landsleute Arvo Pärt und Erkki-Sven Tüür, dessen gesamtes Werk er uraufführte, aber auch Komponisten der Romantik. Er ist Mitglied der Estnischen Orgel-Gesellschaft und der Estnischen Komponistenunion.
Der Stadt Lübeck fühlt er sich seit seiner Ausbildung an der Musikhochschule besonders verbunden. So wirkte er im Juni 2007 beim Buxtehude-Festjahr anlässlich des 300. Geburtstages des Barockkomponisten und Organisten Dieterich Buxtehude mit der Aufführung von Buxtehudes, Arvo Pärts und eigenen Werken im Lübecker Dom mit.

## Auszeichnungen
Andres Uibo wurde mit einer Reihe von estnischen Kulturpreisen geehrt. 2001 erhielt er eine Auszeichnung des estnischen Staatspräsidenten. Für „Then I saw“, den ersten Teil seiner „Apocalypsis Symphony“, erhielt er 2003 den ersten Preis des estnischen Kompositionswettbewerbs „Neue Orgelkompositionen“ sowie den Publikumspreis.

## Werke (Auswahl)
- Drei Choralmeditationen für Orgel (eres 1929)
- Prelude (Klavier) (eres 2743)
- Star of Bethlehem (Gitarre) (eres 2866)
- Bach im Spiegel (Vl / Klav) (eres 2875)
- Bach im Spiegel (Vc. /Klav) (eres 2876)
- Licht und Schatten (Orgel 4ms) (eres 2878)
- In deinem Königreich (Frauen, Männerchor) (eres 3506)
- Apocalypsis Symphony (eres 2856)
- Petlemma Täht
- Antiphon (Chorkomposition)

## Veröffentlichungen
- Historische estnische Kirchenorgeln (Eesti orelid), Eres-Edition, Lilienthal/Bremen 1994, ISBN 3-87204-408-7